# Haplochromis paropius
Haplochromis paropius är en fiskart som beskrevs av Greenwood och Gee, 1969. Haplochromis paropius ingår i släktet Haplochromis och familjen Cichlidae. IUCN kategoriserar arten globalt som livskraftig. Inga underarter finns listade i Catalogue of Life.